# 臺南市政府文化局
臺南市政府文化局（簡稱臺南市文化局），是臺南市政府一級機關，專責推動臺南市各項文化政策及展演業務。局內設有9科4室，附屬機構有臺南市立圖書館、臺南市立博物館與臺南市文化資產管理處，以及督導行政法人臺南市美術館。

## 歷史
- 2010年12月25日臺南市縣合併，臺南縣政府文化處與臺南市政府文化觀光處合併成立「臺南市政府文化局」，原臺南市政府文化觀光處之觀光業務移撥臺南市政府觀光旅遊局；圖書館業務由臺南市立圖書館統籌，原臺南縣鄉鎮市立圖書館改為區圖書館，但仍由區公所管理。
- 2011年3月26日，於原台南山林事務所成立「臺南市文化資產管理處」。
- 2017年3月17日，行政法人臺南市美術館正式運作，由文化局負責督導。
- 2022年10月1日，於原延平郡王祠的鄭成功文物館成立「臺南市立博物館」。

## 組織架構

### 局本部
- 局長
- 副局長
- 主任秘書
- 專門委員

內部單位及所轄
- 秘書室
- 人事室
- 會計室
- 政風室
- 民治文化中心管理科（負責管理新營文化中心、三一宅·藝空間、永成戲院、吳晉淮音樂紀念館、劉啟祥美術紀念館、辦理新營藝術季、老臺新藝、夏至藝術節、南瀛獎及各場館活動）
- 永華文化中心管理科（負責管理臺南文化中心、台江文化中心、歸仁文化中心、新化演藝廳、大目降文化園區及臺南市民族管絃樂團及辦理藝術進區、臺南文化中心館慶藝術節、台江文化季、臺南美展等）
- 文化園區管理科（負責管理蕭壠文化園區、總爺藝文中心、水交社文化園區及辦理前述園區活動）
- 藝術發展科（負責管理吳園及臺南公會堂、三二一藝術聚落，辦理臺南新藝獎、漁光島藝術節、臺南街頭藝術節、臺南國際音樂節、南瀛國際民俗藝術節等）
- 文化建設科（負責歷史街區政策規劃和老屋保存、街區立面營造之規劃及執行，並為奇美博物館及所處之臺南都會公園對應窗口）
- 文化資源科（負責社區營造、地方創生業務及辦理月津港燈節及龍崎光節空山祭）
- 古蹟營運科（負責管理赤崁樓、安平古堡、億載金城、安平樹屋、延平郡王祠、1661臺灣船園區及數十處公有文資活化之委外據點）
- 文化研究科（負責管理葉石濤文學紀念館、王育德紀念館及辦理臺南文學季、臺南臺語月、臺南文化獎、臺南文學獎及前述兩館館慶活動）
- 文創發展科（負責管理文創PLUS臺南創意中心、藍晒圖文創園區、西竹圍之丘文創園區、岸內糖廠影視基地並辦理臺南七夕愛情嘉年華及前述館舍主題活動，並為南門電影書院和南方影展對應窗口）

### 附屬機關

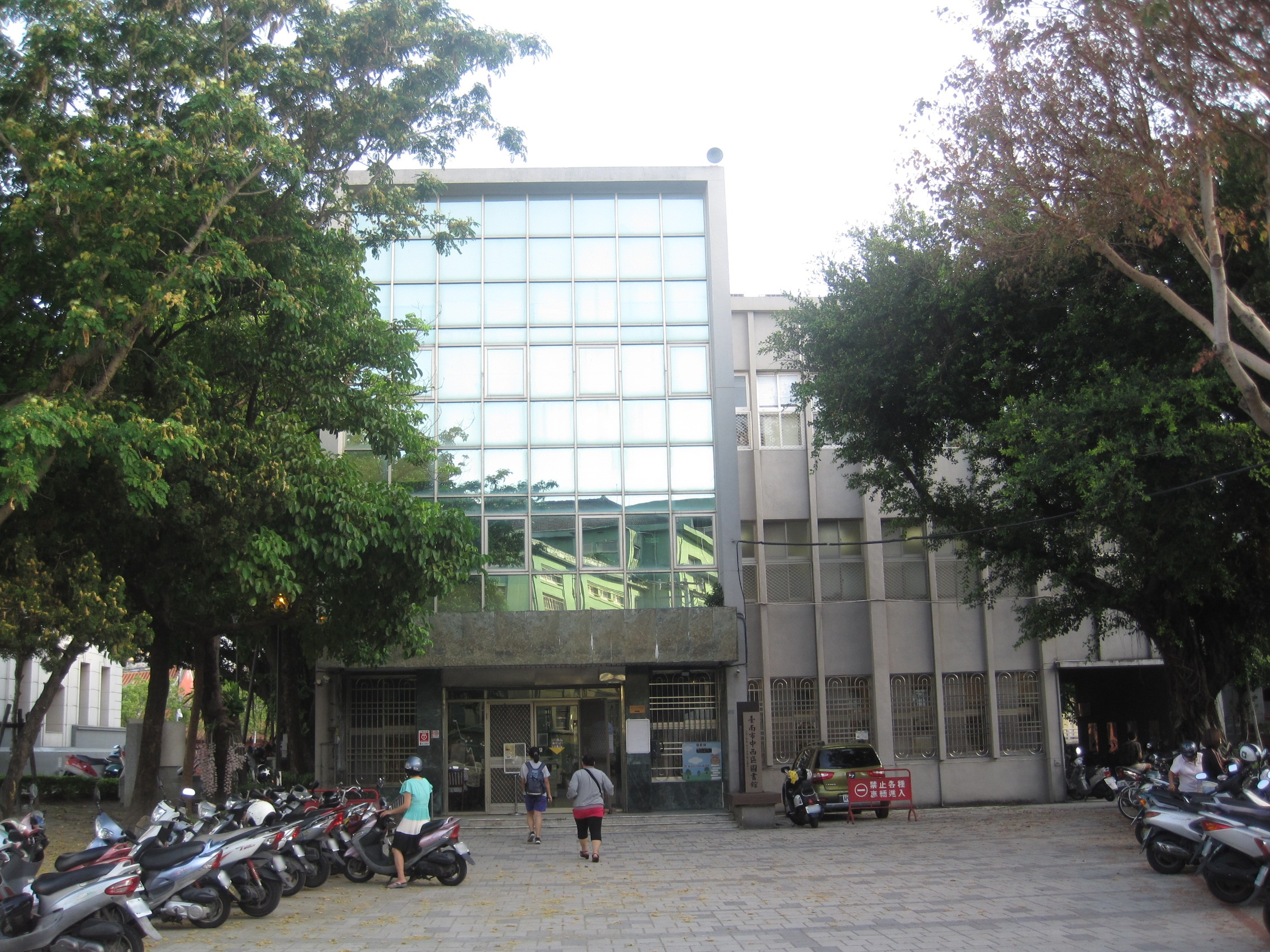
臺南市文化資產管理處

- 臺南市文化資產管理處
- 臺南市立圖書館
- 臺南市立博物館

## 歷任局長
| 任別 | 姓名   | 就職時間                     | 卸任時間              | 領域出身 |
| ---- | ------ | ---------------------------- | --------------------- | --- |
| 代理 | 葉澤山 | 2010年12月25日（副局長代理） | 2011月5月（真除局長） | 臺南市政府文化局副局長、台南縣政府文化處處長、台南縣政府教育局督學、台南縣政府教育局社會教育課課長、台南縣政府教育局學務管理課課長。                                       |
| 1    | 葉澤山 | 2011年5月                    | 2022年12月25日        | 臺南市政府文化局副局長、台南縣政府文化處處長、台南縣政府教育局督學、台南縣政府教育局社會教育課課長、台南縣政府教育局學務管理課課長。                                       |
| 代理 | 陳修程 | 2022年12月25日               | 2023年4月20日         | 副局長代理，曾任臺南市政府文化局專門委員。 |
| 2    | 謝仕淵 | 2023年4月20日                | 2024年12月31日        | 國立成功大學歷史學系副教授、國立臺灣歷史博物館副館長、國立臺灣歷史博物館研究員、國立臺灣師範大學臺灣史研究所兼任副教授。                                                   |
| 代理 | 林韋旭 | 2025年1月1日                 | 2025年4月30日         | 副局長代理，曾任臺南市政府文化局專門委員。 |
| 3    | 黃雅玲 | 2025年5月1日                 | 現任                  | 國立高雄科技大學文化創意產業系教授、國立雲林科技大學視覺傳達設計系教授、崑山科技大學創意媒體學院院長、崑山科技大學藝文產業創新育成中心主任、崑山科技大學視覺傳達設計系教授 |

## 外部連結
- （繁體中文）（英文）臺南市政府文化局 （页面存档备份，存于）